# Spherillo fissus
Spherillo fissus is een pissebed uit de familie Armadillidae. De wetenschappelijke naam van de soort is voor het eerst geldig gepubliceerd in 1926 door Karl Wilhelm Verhoeff.